# Götaplatsen

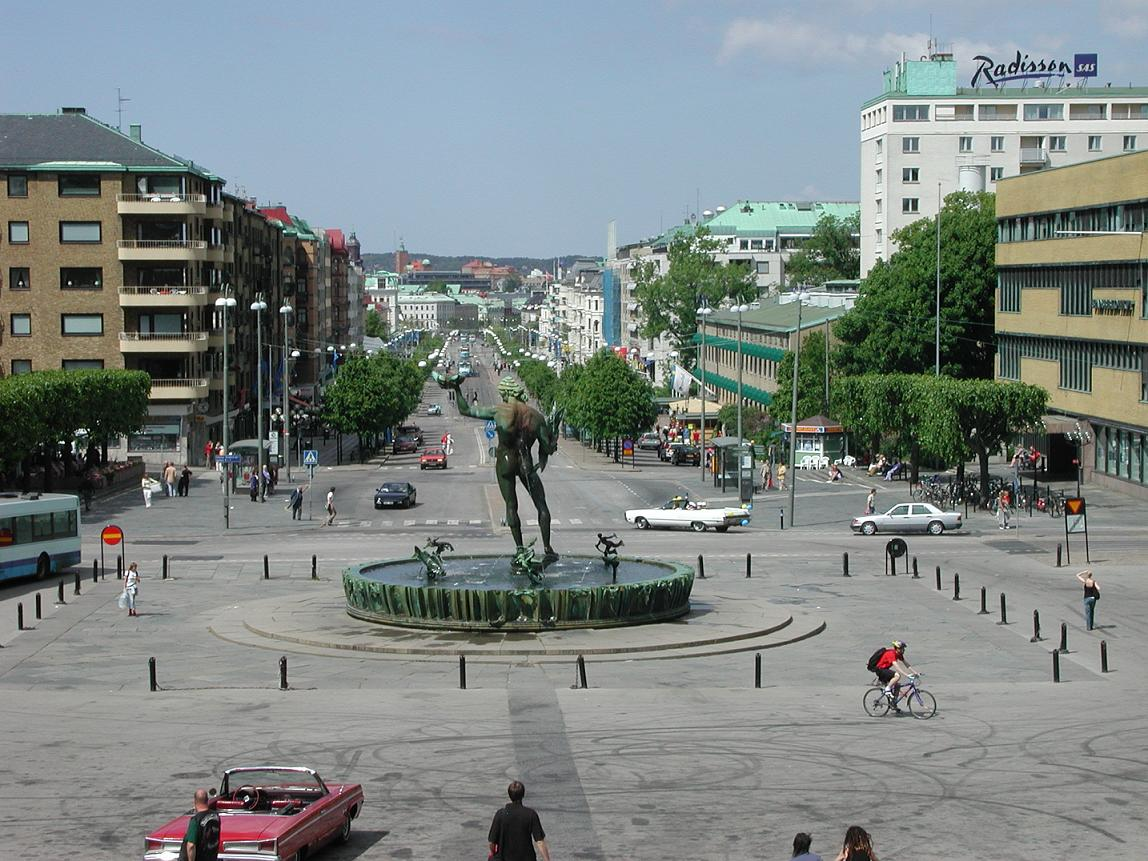
Götaplatsen

Der Götaplatsen ist einer der bedeutendsten öffentlichen Plätze in Göteborg am südlichen Ende der Kungsportsavenyn (dt. Königstorallee). Er wurde 1923 anlässlich der Feierlichkeiten zum 300-jährigen Stadtjubiläum eingeweiht.
Rund um den Götaplatsen befindet sich das kulturelle Zentrum Göteborgs: Dazu zählen die Konzerthalle (Spielstätte der Göteborger Symphoniker), das Kunstmuseum, die Kunsthalle, das Stadttheater und die Bibliothek. Im Zentrum des Platzes befinden sich die acht Meter hohe Bronzefigur und der Brunnen des Meeresgottes Poseidon, welche von Carl Milles erschaffen wurden.